# Купріянов Михайло Васильович

Михайло Васильович Купріянов (рос. Куприянов Михаил Васильевич, 8 (21) жовтня 1903 — 11 листопада 1991) — радянський графік і карикатурист, художник, учасник творчого колективу Кукринікси.
Академік АХ СРСР (1947). Герой Соціалістичної Праці (1973). Народний художник СРСР (1958). Лауреат Ленінської (1965), п'яти Сталінських (1942, 1947, 1949, 1950, 1951) і Державної премії СРСР (1975).

## Життєпис

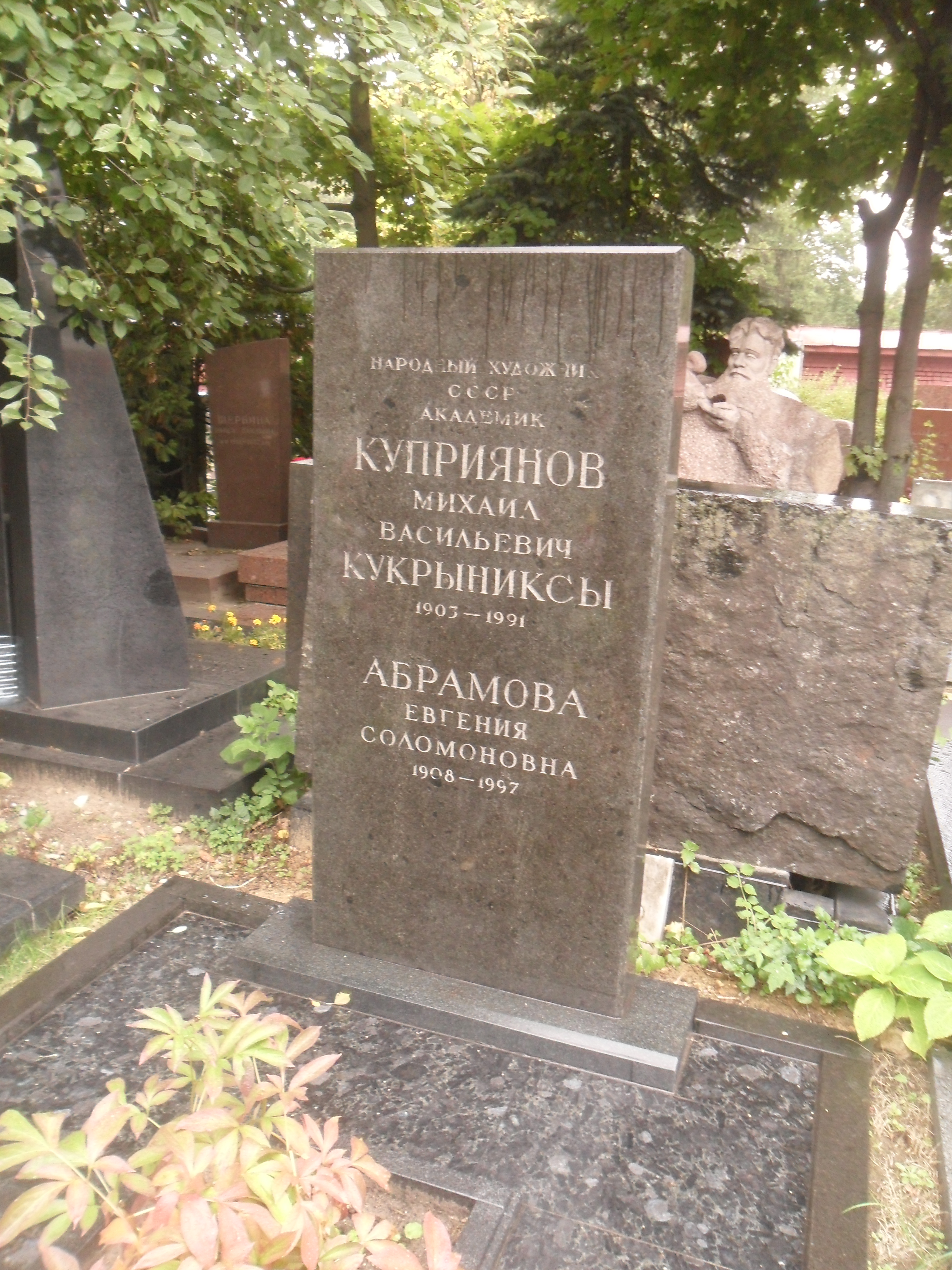
Могила Купріянова на Новодівичому кладовищі Москви

Народився у м. Тетюші (нині Республіка Татарстан, Росія).
1919 року брав участь у виставці аматорських художників. Отримав першу премію за акварельний пейзаж.
У 1920—1921 роках навчався в Центральних художніх навчальних майстернях Ташкенту (місцева художня школа-інтернат).
1921—1929 роки — навчання на графічному факультеті Вищих художньо-технічних майстернях у Москві (ВХУТЕМАС, пізніше перейменовані в ВХУТЕІН) у викладачів Миколи Купреянова і Петра Митурича.
1925 рік — створення творчої групи трьох художників: Купріянова, Крилова, Соколова, яка здобула всенародну популярність під псевдонімом «Кукринікси». 1925—1991 роки — творча діяльність у складі колективу «Кукринікси».
1929 рік — виготовлення костюмів і декорацій для феєричної комедії Володимира Маяковського «Клоп» у театрі Мейєрхольда.
1932—1981 роки — виконання ілюстрацій до творів М. Горького, Д. Бєдного, М. Є. Салтикова-Щедріна, М. Гоголя, М. Лєскова, М. Сервантеса, М. Шолохова, І. Ільфа і Є. Петрова, карикатур для газети «Правда», журналу «Крокодил», шаржів на діячів мистецтв, виданих окремими книжками.
1941—1945 роки — створення антивоєнних карикатур, плакатів і листівок, надрукованих у газеті «Правда» і «Вікна ТАСС».
1942—1948 роки — створення картин «Таня» і «Втеча фашистів з Новгорода».
1945 рік — акредитація «Кукриніксів» як журналістів на Нюрнберзькому процесі. Виконана серія зарисовок.
1925—1991 роки — індивідуальна творча діяльність художника представлена численними роботами з живопису і графіки, шаржів тощо. Твори Михайла Купріянова неодноразово експонувалися на всесоюзних і зарубіжних художніх виставках.
Помер 11 листопада 1991 року. Похований у Москві на Новодівичому кладовищі (ділянка № 10).

### Особисте життя
Двічі був одружений. Перша дружина — Лідія Купріянова, у 1977 році була жорстоко вбита серійним вбивцею Андрієм Євсеєвим. Друга дружина — Абрамова Євгенія Соломонівна, художник (1908—1997), похована разом з М. В. Купріяновим.

## Творчість
Творчість Михайла Васильовича Купріянова стала відома завдяки зарисовкам та ілюстраціям до художніх творів творчим колективом Кукриніксів, який охоплював різні напрямки образотворчого мистецтва. Багаторічна плодотворна праця у складі унікальної творчої групи разом із художниками і студентськими товаришами Порфирієм Криловим і Миколою Соколовим подарувала радянській культурі багато чудових творів, принесла міжнародну славу, при цьому не втративши індивідуальну творчість кожного автора.
Ранніми працями художника вважаються роботи, виконані чорною аквареллю, у яких молодий митець демонструє чудове володіння рисунком і технікою світло-тіні. Це такі роботи як «У гуртожитку ВХУТЕМАС», «У дворі Вхутемас», «Студент», «Студентка», «За читанням» та інші.
Спілкування з художниками МихайломНестеровим і Миколою Кримовим сформувало світогляд Михайла Купріянова як художника-живописця. Пізніше він згадував настанови М. П. Кримова, який стверджував, що тільки колір може допомогти вирішити тональність світлого і темного. Тон, загальна тональність картини, співвідношення світла та тіні, посилені кольором, плямою, на думку багатьох живописців, і є власне живописом.
М. Купріянов звертається не до жанрової тематики, а до камерного жанру — пейзажу. Робота на пленері дозволяла йому відволікатися від мирської суєти і заглянути у свій внутрішній духовний світ, що вимагає спокою і мовчання. Саме їх митець знаходив на березі Азовського моря в маленькому містечку Генічеськ. Купріянов-пейзажист — справжній співець природи, він дбайливо передає у своїх картинах її неповторні образи, майстерно переносить на полотно найтонший стан повітря, води, неба. З неприхованим інтересом і проникненням написані пейзажі написані в зарубіжних творчих поїздках. Париж, Рим, Венеція постають у всій своїй історико-архітектурній величі. Художник змальовує особливу принадність кожного міста, чує биття його серця, бачить і передає притаманну тільки цьому місцю кольорову гаму.
Михайло Купріянов прожив довге щасливе творче життя. Він створив безліч прекрасних художніх творів, неповторних за майстерністю і глибоких за своїм духовним змістом. Важко переоцінити його внесок у художню культуру. Його талант розкрився безліччю граней, йому пощастило відчути незвичайну радість творчості, успіх, визнання. Але найголовніше, що його мистецтво донині не втратило своєї актуальності, воно живе, хвилює сучасників, змушує замислитися про красу і швидкоплинність життя.

## Нагороди та премії
- Герой Соціалістичної Праці (1973)

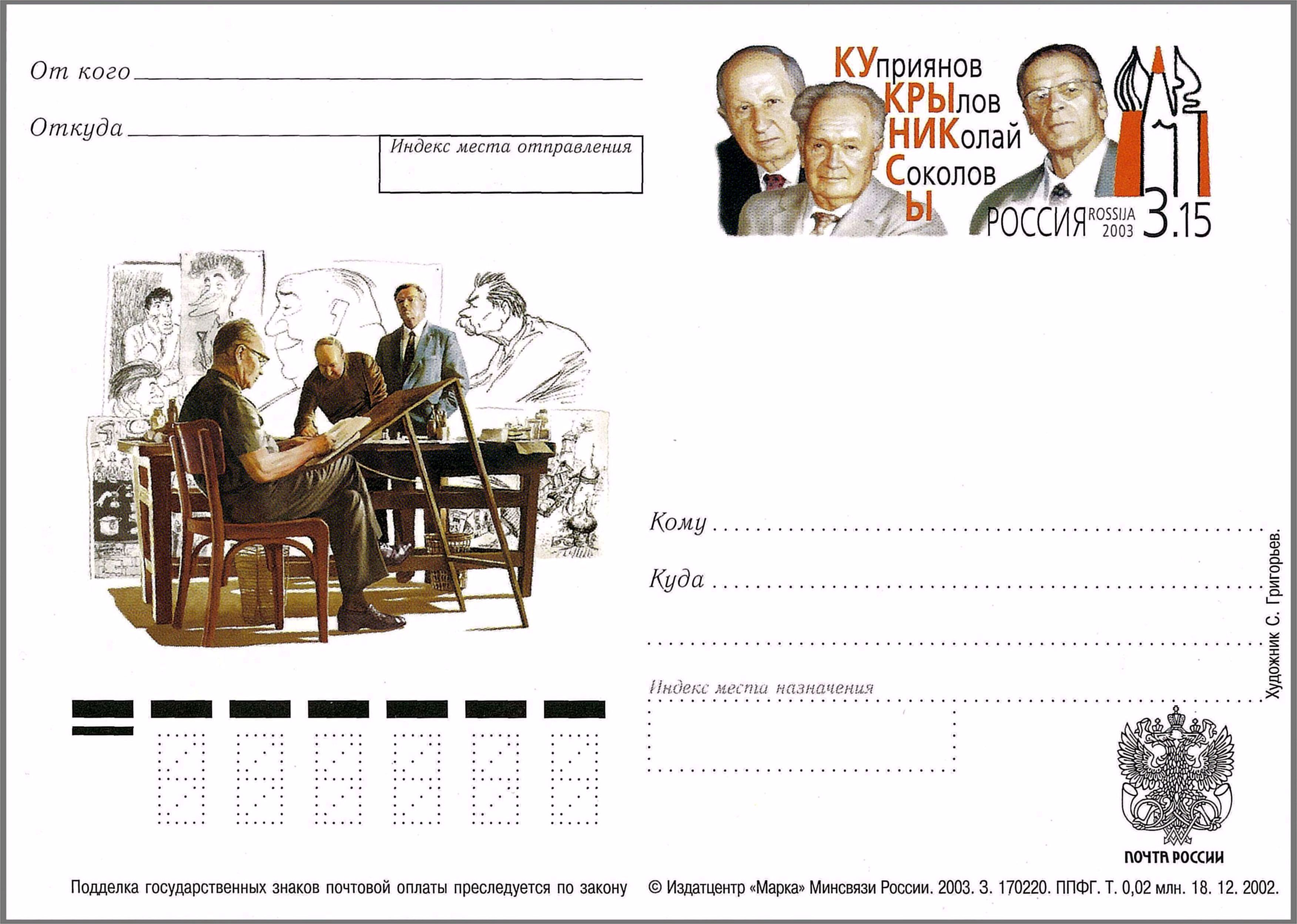
Кукринікси. Поштова картка з оригінальною маркою, Росія, 2003 рік.

- 2 ордена Леніна (04.05.1962; 19.10.1973)
- орден Жовтневої Революції (21.10.1983)
- орден Вітчизняної війни 1-го ступеня (23.09.1945)
- медалі
- народний художник СРСР (1958)
- Ленінська премія (1965) — за серію політичних карикатур надрукованих у газеті «Правда» і в журналі «Крокодил»
- Сталінська премія першого ступеня (1942) — за серію політичних плакатів і карикатур
- Сталінська премія першого ступеня (1947) — за ілюстрації до творів А. П. Чехова
- Сталінська премія першого ступеня (1949) — за картину «Кінець» (1947—1948)
- Сталінська премія другого ступеня (1950) — за політичні карикатури та ілюстрації до книги М. Горького «Фома Гордєєв»
- Сталінська премія першого ступеня (1951) — за серію плакатів «Підпалювачі війни» та інші політичні карикатури, а також за ілюстрації до роману М. Горького «Мати»
- Державна премія СРСР (1975) — за оформлення та ілюстрації повісті Н. С. Лєскова «Лівша»
- Державна премія РРФСР імені В. Е. Рєпіна (1982) — за оформлення та ілюстрації до книги «Історія одного міста» М. Є. Салтикова-Щедріна